# Ximeno Daha
Ximeno Dahe, né en Aragon (Espagne) et mort vers 1431 au plus tard à Calatayud, est un cardinal espagnol, créé par le pape d'Avignon Benoît XIII. 

## Biographie
Ximeno Dahe est auditeur général à la curie de Benoît XIII (Pedro de Luna) et auditeur à la chambre pontificale. Il est promu pavorde de Lérida vers 1417 et est chanoine de Lérida. Dahe reste fidèle à Benoît XIII après sa déposition au concile de Constance et combine les fonctions de référendaire, régent de la pénitencerie apostolique  et auditeur à la chambre apostolique.
Il est créé cardinal au consistoire du 27 novembre 1422 par le pape Benoît XIII. Après la mort du pape Luna, il participe au conclave de 1423, lors duquel l'antipape Clément VIII est élu. Après l'abdication de cet antipape en 1429, Dahe prête le serment à l'obédience de Martin V et résigne sa promotion. Il devient prieur de Santo Sepulcro à Calatayud.